# Редфорд (Мичиген)
Редфорд (енгл. Redford) град је у америчкој савезној држави Мичиген.

## Демографија
По попису из 2000. године број становника је 51.622.
| Група             | 2000.          | 2010.    |
| Белци             | 44.731 (86,7%) | 0 (0,0%) |
| Афроамериканци    | 4.410 (8,5%)   | 0 (0,0%) |
| Азијати           | 392 (0,8%)     | 0 (0,0%) |
| Хиспаноамериканци | 1.044 (2,0%)   | 0 (0,0%) |
| Укупно            | 51.622         | 0        |